# Sollefteå sjukhus
Sollefteå sjukhus är ett av tre sjukhus inom Region Västernorrland, och som verkat i olika former sedan 1961. Sjukhuset är beläget i stadsdelen Skärvsta i västra Sollefteå.
Upptagningsområdet består i huvudsak av Kramfors och Sollefteå kommuner, som tillsammans har 35 762 invånare (2015 var antalet 38 142). Därtill betjänar Sollefteå sjukhus även östra Jämtland.

## Historik
Den 30 september 1961 avvecklades Garnisonssjukhuset i Sollefteå, dock kom garnisonssjukhuset att drivas vidare i Västernorrlands läns landsting regi under oktober månad. Det på grund av att det nya länslasarettet i Sollefteå ej var färdigställt. Från 1962 stängdes både Sollefteå lasarett samt Garnisonssjukhuset i Sollefteå, och all specialiserad sjukvård i Sollefteå samlades till det nya sjukhuset. Det nya sjukhus i Sollefteå var den första platsen i världen att använda ett sopsugssystem, med det första systemet installerat 1961.

### Nedläggning av förlossningsverksamhet 2017
I augusti 2015 kom ett förslag från Landstinget Västernorrland om att lägga ned bland annat förlossningen. Skälen uppgavs vara ekonomiska men förslaget innefattade även argument om patientsäkerhet. Förslaget upprörde befolkningen i Ådalen som gjorde två omtalade manifestationer med tiotusentals demonstranter: en i Kramfors den 10 oktober 2015 och en i Härnösand den 24 april 2016. Den 26 oktober 2016 togs ett officiellt beslut att lägga ned BB-verksamheten. Nedläggningen ledde 30 januari 2017 till en ockupation som protest mot nedläggningen av Sollefteå BB. Ockupanterna uppger att deras kamp kommer att fortgå tills akutsjukhuset återställts, vilket genererat uppmärksamhet såväl nationellt som internationellt.